# Eugène Leguay
Nicolas Charles Joseph Eugène Leguay, né le 12 août 1822 à Paris, ville où il est mort le 26 février 1883, est un graveur d'interprétation français, essentiellement à l'eau-forte mais aussi au burin et au pointillé, également illustrateur.

## Biographie
Élève du graveur Antoine François Gelée (1796-1860), Eugène Leguay participe au Salon de 1846 à 1869. Il est installé à Paris, successivement au 95, rue du Faubourg-Saint-Martin selon des sources de 1848 et au 328, rue Saint-Jacques selon des sources de 1882. 
Il meurt le 26 février 1883 en son domicile dans le 14e arrondissement, et, est inhumé au Cimetière du Père-Lachaise (21e division).

## Œuvres

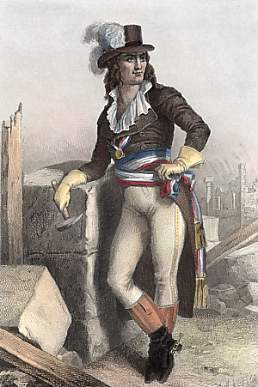
Collot d'Herbois, d'après Jules Gaildrau.

### Gravures

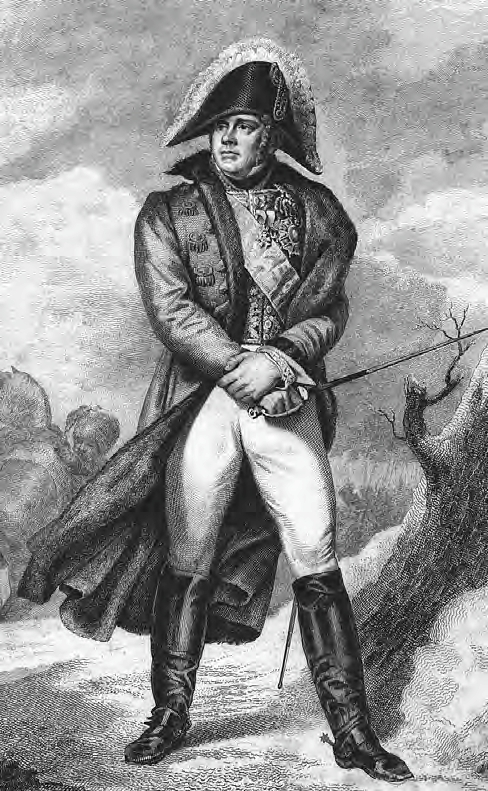
Eugène Leguay, Le Maréchal Ney, gravure d'après Jules Gaildrau

- La Vierge au coussin vert, d'après Andrea Solari[3].
- Saint Jérôme et Saint Joseph, eaux-fortes d'après José de Ribera, 1846[7].
- Jean-Marie Collot d'Herbois, gravure sur acier en couleurs d'après Jules Gaildrau.
- Le Maréchal Ney, d'après Jules Gaildrau.
- La Duchesse de Berry, d'après un dessin de Rigault.
- Portrait de Victor Cousin[7].
- Portrait d'Édouard Dentu, d'après Gustave Staal[7].
- Portrait de Ferdinand Favre, sénateur, maire de Nantes[7].
- Portrait de Gaston de Raousset-Boulbon[7].
- Portrait de Sophie Swetchine[7].
- La pompe Notre-Dame, eau-forte, 1865[7].
- Le lutrin, eau-forte d'après Louis Jean Somers[7].

### Contributions bibliophiliques

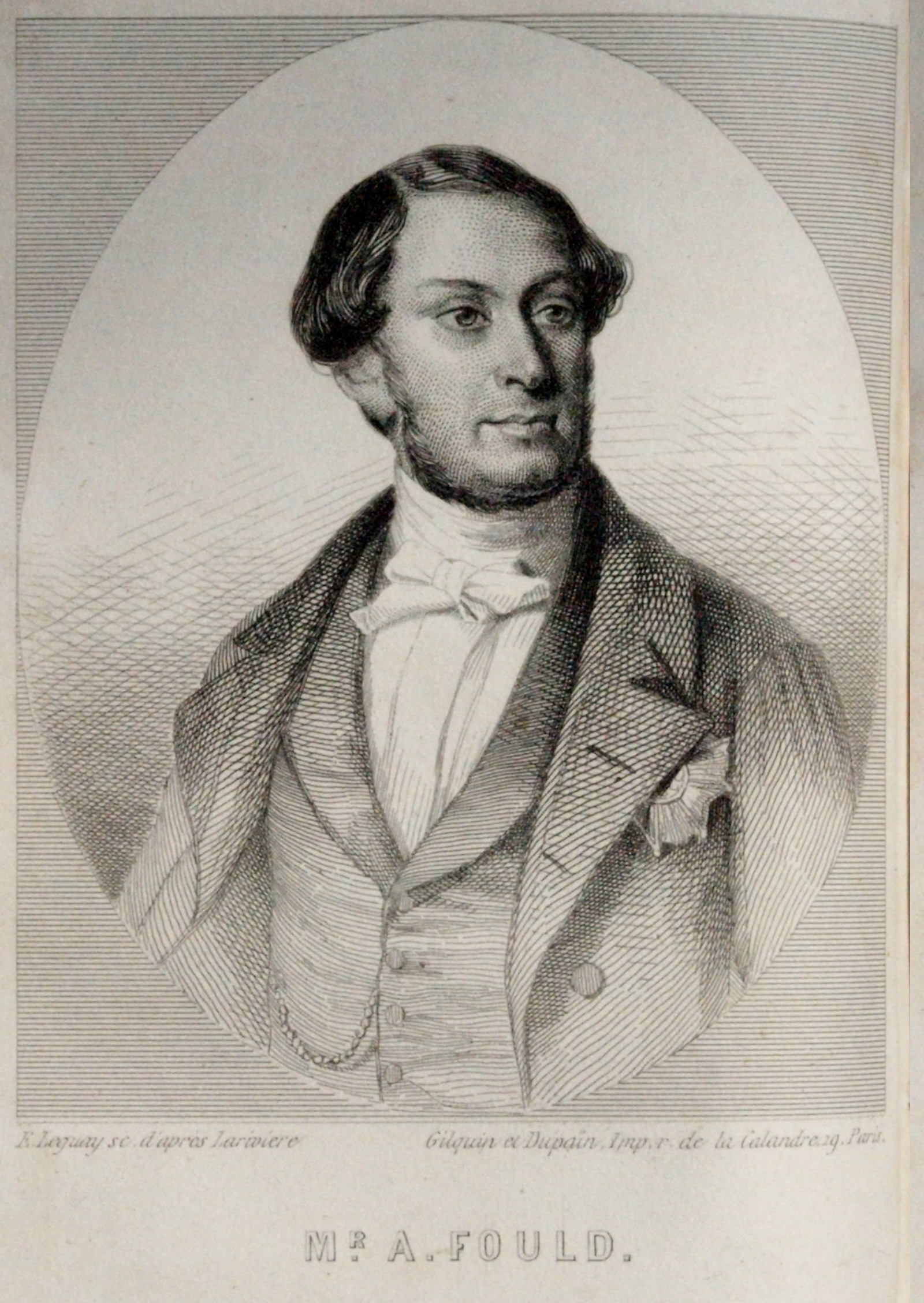
Eugène Leguay, Achille Fould, gravure d'après Charles-Philippe Larivière

- Leonard Chodźko, La Pologne historique, littéraire, monumentale et pittoresque, gravures sur acier d'Eugène Leguay d'après Thomas Guérin, Imprimerie Fain et Thunot, Paris, 1841[8],[9].
- Camille Leynadier, Histoire des peuples et des révolutions de l'Europe depuis 1789 jusqu'à nos jours, tome quatrième, quarante gravures sur acier par Eugène Leguay et Louis Marvy d'après Thomas Guérin, Henri Morel éditeur, Paris, 1847 (consulter en ligne).
- Albert Maurin, Galerie historique de la Révolution française (1787 à 1789), portraits en pied gravés par Eugène Leguay de Paul Barras, François-Séverin Marceau, François Paul de Brueys d'Aigalliers et Jean-Baptiste Kléber[10] (ces trois derniers d'après Alexandre Lacauchie), tome III, Au bureau de la Société des travailleurs réunis, Paris, 1848-1849.
- Paul Lacroix, Histoire politique, anecdotique et populaire de Napoléon III, empereur des Français, et de la dynastie napoléonienne, vignette Nuit du 2 décembre 1851 par Eugène Leguay d'après Henri Félix Emmanuel Philippoteaux, Éditions Dufour, Mulat et Boulanger, Paris, 1853.
- Hippolyte Castille, M. Achille Fould, portrait d'Achille Fould gravé par Eugène Leguay d'après Charles-Philippe Larivière en frontispice, Édouard Dentu, Paris, 1859 (le portrait peint représente Fould en pied et en tenue officielle, portant la plaque de grand'croix de la Légion d'Honneur reçue en  1856, que l'on distingue sur le revers de sa veste sur cette estampe).
- François-René de Chateaubriand, Mémoires d'outre-tombe, sept gravures sur cuivre d'après Henri Félix Emmanuel Philippoteaux, dont Soirée à Hradschin par Eugène Leguay, Éditions Garnier, 1860.
- Charles Monselet, Théâtre de Figaro, frontispice titré Rideau gravé à l'eau-forte par Eugène Leguay d'après André Charles Voillemot, Ferdinand Sartorius éditeur, Paris, 1861 (consulter en ligne).
- Gustave Chadeuil et Hippolyte Lucas, Le Panthéon des hommes utiles, six portraits en gravures hors-texte signées Eugène Leguay, Édouard Dentu, Paris, 1862.
- Paul de Kock, Mémoires de Charles-Paul de Kock, écrits par lui-même, portrait de l'auteur gravé sur acier par Eugène Leguay d'après une miniature de Jean-Alexandre Maricot, Édouard Dentu, Paris, 1873.
- P. Lavayssière, Les émigrants en Amérique, gravures d'Édouard Follet et Eugène Leguay d'après Henri Félix Emmanuel Philippoteaux, trois éditions, la première vers 1875, la troisième en 1882.

## Expositions
- Delacroix en modèle, musée du Louvre, Paris, mars-septembre 2016.

## Collections publiques

### Belgique
- Bibliotheca Wittockiana, Woluwe-Saint-Pierre, Portrait de Lucien Bonaparte, gravure d'après Alexandre Lacauchie.

### États-Unis
- Fogg Art Museum, Cambridge (Massachusetts)[11] :
  - Portrait d'Adrienne Lecouvreur, d'après Charles Antoine Coypel.
  - Portrait de Madame Le Brun, d'après Élisabeth Vigée Le Brun.

### France
- Château de Compiègne, Portrait de Paul de Kock, gravure d'après Auguste Sandoz[12].
- Musée Louis-Philippe du château d'Eu, Philippe Égalité, sa femme, leurs enfants et Madame de Genlis, leur gouvernante, gravure d'après Henri Félix Emmanuel Philippoteaux[13].
- Musée du Nouveau Monde, La Rochelle, Les émigrants, gravure d'après Henri Félix Emmanuel Philippoteaux[14].
- Musée Ziem, Martigues, Fantasia arabe, eau-forte d'après Eugène Delacroix[15].
- Archives départementales de l'Hérault, Montpellier, Emmeline, gravure d'après Jean-Joseph Bonaventure Laurens.
- Bibliothèque interuniversitaire de santé, Paris, Portrait de Benjamin Franklin, gravure au pointillé[16].
- Comédie-Française, Paris, Molière, le Bourgeois gentilhomme, gravure au burin[17].
- Musée national Eugène-Delacroix, Paris, Fantasia arabe, eau-forte d'après Eugène Delacroix[18].
- Château de Malmaison, Rueil-Malmaison, Portrait de Barras en costume de directeur[19].

### Lituanie
- Centre d'art Tartle, Vilnius, Stanislas Auguste Poniatowski[8] et Tadeusz Kościuszko[9], portraits gravés sur acier d'après Thomas Guérin pour La Pologne historique, littéraire, monumentale et pittoresque.

### Royaume-Uni
- British Museum, Londres :
  - Portrait de Voltaire, gravure d'après Quentin de La Tour[20].
  - Le collier de la Reine, gravure d'après Henri Félix Emmanuel Philippoteaux[21].
  - Portrait de Lucien Bonaparte, gravure d'après Alexandre Lacauchie[22].